# Pereionotus japonicus
Pereionotus japonicus is een vlokreeftensoort uit de familie van de Phliantidae. De wetenschappelijke naam van de soort is voor het eerst geldig gepubliceerd in 1968 door Nina Liverjevna Tzvetkova.